# Anisozyga delectabilis
Anisozyga delectabilis är en fjärilsart som beskrevs av Louis Beethoven Prout 1913. Anisozyga delectabilis ingår i släktet Anisozyga och familjen mätare. Inga underarter finns listade i Catalogue of Life.